# Фролов, Валериан Степанович
Валериа́н Степа́нович Фроло́в (3 февраля 1935, Омск — 29 мая 1997, Новосибирск) — советский и российский тележурналист, главный редактор Западно-Сибирского книжного издательства (1971—1974) и общественно-политического вещания Новосибирской студии телевидения (1986—1997).

## Биография
Родился 3 февраля 1935 года в Омске. Из семьи служащего. Окончил среднюю школу, после чего поступил на отделение японского языка в училище военных переводчиков (Красноярский край). Через год после расформирования этого учебного заведения был призван в Советскую армию, в которой служил до 1955 года. Экстерном прошёл экзаменационные испытания на офицера запаса.
После приезда в Новосибирск работал диспетчером в стройорганизации на предприятии п/я 53. Обучался на факультете журналистики в Уральском государственном университете (1957—1963), а также в Москве на отделении печати Высшей партийной школы при ЦК КПСС (1969—1971).
После завершения учёбы в ВПШ занимал должность главного редактора Западно-Сибирского книжного издательства (август 1971 — февраль 1974), затем работал корреспондентом телевидения Западно-Сибирского отделения агентства печати «Новости» (февраль 1974 — октябрь 1976); после его реструктуризации был назначен в ноябре 1976 года редактором пропаганды Новосибирского телевидения, в августе 1977 — старшим редактором по международному обмену. В феврале 1979 года утверждён руководителем редакции пропаганды, в июле 1984 года — главным редактором общественно-политического вещания радио, в феврале 1986 года — руководителем редакции общественно-политического вещания телевидения Новосибирска.
Проводил циклы передач «Идеалогическая работа сегодня», «Сибирь советская», «Час приёма» и т. д. Занимался подготовкой материалов о самых важных городских и областных событиях для Центрального телевидения, при этом уделял много внимания сюжетам для программы «Время».
В период его руководства редакцией общественно-политического вещания появились новые телепроекты: «Зеркало» (общественные проблемы), «Диалог», «Сигма» (наука и политика), «Колесо» (экономика), «Акцент», которые вызвали интерес аудитории, а новосибирская общественность увидела в них новый «перестроечный» этап работы Новосибирской студии телевидения.
Занимался общественной деятельностью. Председательствовал в первичной организации Союза журналистов СССР на телевизионной студии. Его работы демонстрировались Центральным телевидением и распространялись по телевизионным студиям страны.
Умер 29 мая 1997 года в Новосибирске во время работы в студии. Похоронен на Заельцовском кладбище (квартал 22н).

## Участие в конкурсах
Будучи членом Союза журналистов СССР, регулярно принимал участие в конкурсах областных учреждений, Новосибирского комитета по телевидению и радиовещанию, Гостелерадио СССР, на которых получал призы. В 1979 году передача «Панорама новостей», старшим редактором которой был Фролов, выиграла соревнование на лучшую передачу, очерк и фильм.